# Glendon Pettes Brown
Pour les articles homonymes, voir Brown.
Glendon Pettes Brown (né le 6 décembre 1914 à Knowlton, mort le 13 juin 1981 à Cowansville) est un homme politique québécois. Il a été député de Brome puis de Brome-Missisquoi à l'Assemblée nationale du Québec de 1956 à 1976.

## Biographie
Il est le fils de Clifton Harold Brown, cultivateur, et de Louise Roberts Dans les années 1930, il est mécanicien dans diverses entreprises. En 1940, il est mécanicien en chef à l'Engine Works and Trading. Plus tard, lors de sa carrière politique, il est professeur de travaux manuels à la High School de Montréal et agriculteur à Knowlton. Il est rédacteur sportif du Yamaska and Granby Leader Mail jusqu'en 1970 et au Montreal Standard de 1945 à 1949.
Lors de l'élection générale québécoise de 1956, il est élu député de la circonscription électorale de Brome à l'Assemblée législative du Québec, sous l'étiquette du Parti libéral du Québec. Il est réélu député sans interruption dans Brome lors des élections générales de 1960, de 1962, de 1966 et de 1970 puis dans Brome-Missisquoi lors de celle de 1973. Lors du congrès à la direction du Parti libéral en 1970, il appuie Pierre Laporte Il est défait lors de l'élection générale de 1976 par Armand Russell de l'Union nationale.
Il est inhumé à Saint-Paul-de-Knowlton le 16 juin 1981.